# Quisqualis parviflora
Quisqualis parviflora là một loài thực vật có hoa trong họ Trâm bầu. Loài này được Gerrard ex Sond. miêu tả khoa học đầu tiên năm 1862.